# Taeromys microbullatus
Taeromys microbullatus is een knaagdier uit het geslacht Taeromys dat voorkomt op 1500 m hoogte in Tanke Salokko in de Pegunungan Mekongga in het zuidoosten van Celebes. Sinds de originele beschrijving uit 1935 is deze soort, na wat uitstapjes in de Rattus xanthurus-groep en Paruromys, uiteindelijk een synoniem van T. callitrichus geworden, tot Musser & Carleton (2005) deze soort weer erkenden.
Deze soort heeft een donkergrijze vacht, met wat bruinachtige delen. De staartpunt is wit. De kop-romplengte bedraagt 203 mm, de staartlengte 223 mm en de achtervoetlengte 42 mm. Vrouwtjes hebben 1+2=6 mammae. Jonge dieren zijn nog wat donkerder van kleur.